# Người Polynesia
Người Polynesia bao gồm nhiều dân tộc khác nhau, nói chung các ngôn ngữ Polynesia, một chi nhánh của ngôn ngữ Châu Đại Dương, và họ cư ngụ ở Polynesia. Người bản địa Polynesia ở New Zealand và Hawaii là bị coi là dân tộc thiểu số trên chính mảnh đất của họ.